# Schloss Lednice

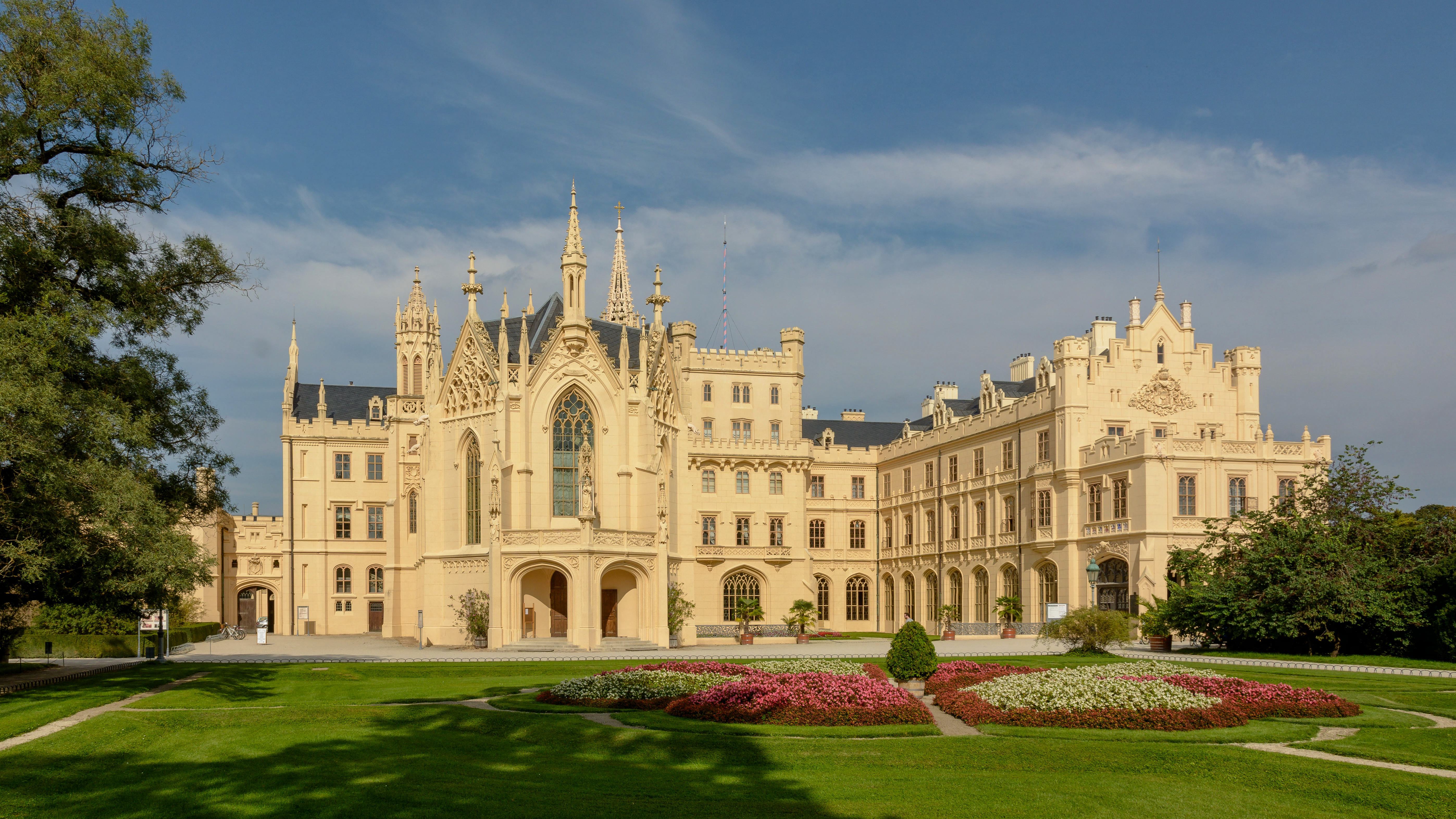
Schloss Eisgrub

Schloss Eisgrub (tschechisch Zámek Lednice) ist ein neugotisches Schloss im mährischen Lednice (deutsch Eisgrub). Mit rund 306.000 Besuchern im Jahr 2024 war es das meistbesuchte Schloss Tschechiens. Es ist Teil der UNESCO-Welterbestätte Kulturlandschaft Lednice-Valtice.

## Geografische Lage
Die Anlage befindet sich in der  Gemeinde Lednice im Okres Břeclav (deutsch: Lundenburg) im nördlichen Bereich der Kulturlandschaft Lednice-Valtice (Eisgrub-Feldsberg, ehemals im Besitz von Mitgliedern der fürstlichen Familie Liechtenstein). Zu dem Schloss gehört ein großer Park im englischen Stil am Ufer der Thaya mit einer Reihe von Staffagebauten und Sichtbeziehungen, darunter auch  eine 7 km lange Allee in Richtung Schloss Valtice (Schloss Feldsberg), die angelegt wurde, um die beiden liechtensteinischen Schlösser miteinander zu verbinden.

## Geschichte

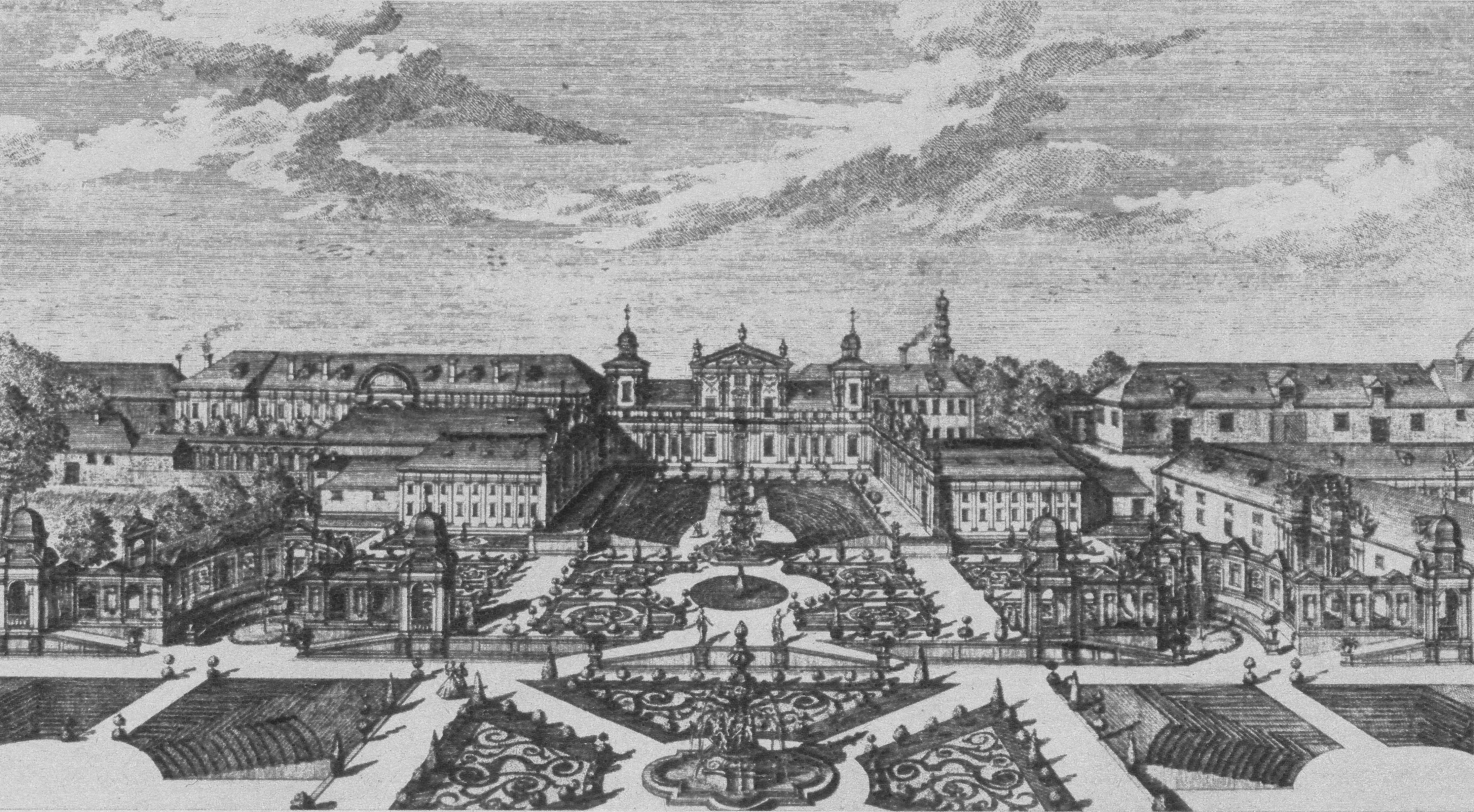
Ansicht im 18. Jahrhundert

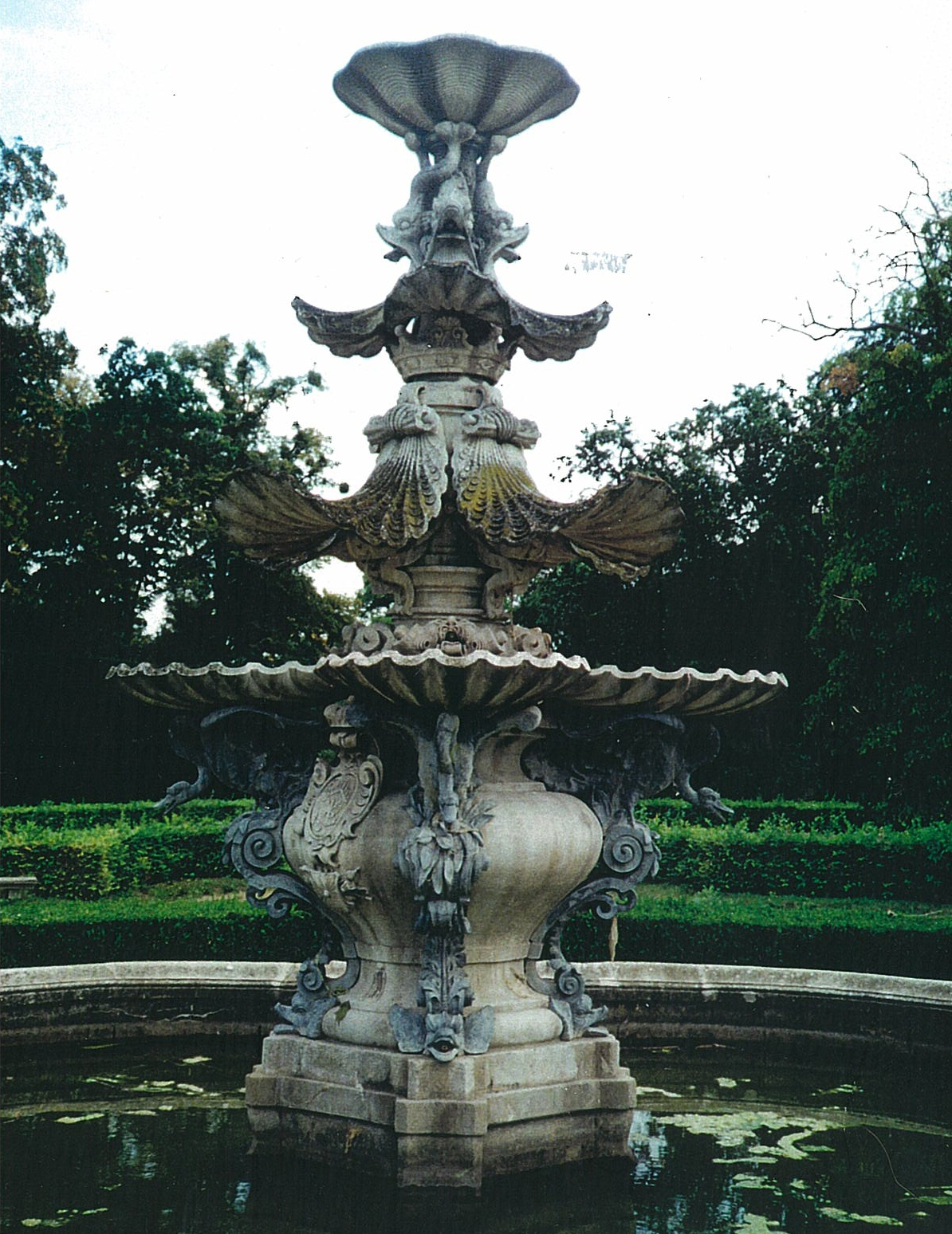
Brunnen von Maderno

### Vorgeschichte
Das Schloss wurde in mehreren Bauphasen von Mitgliedern des Fürstenhauses Liechtenstein errichtet. An der Stelle des Schlosses ist seit dem 14. Jahrhundert ein befestigter Gutshof belegt. Er gehörte damals Nachkommen eines Zweigs der fürstlichen Familie Liechtenstein, die ab den 1630er Jahren den Park anlegten und ab den 1680er Jahren neue Gebäude errichteten. Kunsthistorisch interessant ist, dass der aus Graz stammende Johann Bernhard Fischer von Erlach, der in Rom studiert hatte und ab 1687 auf österreichischem Boden wirkte, hier eine seiner ersten Architekturen verwirklichte.

### Barockes Schloss
Die erste im Barock errichtete villenartige Anlage hatte bescheidene Ausmaße: Das Schloss hatte einen dreiachsigen, einstöckigen mittleren Flügel, der von zwei Türmen flankiert war. Johann Bernhard Fischer von Erlach schuf Ende des 18. Jahrhunderts im Auftrag Fürst Johann Adams I. (1662–1712) die bis heute bestehenden Reitställe und eine Reithalle. 
Zu dem Ensemble gehörte auch eine dem Heiligen Jakobus geweihte Kirche. Noch vor der Mitte des 18. Jahrhunderts ließ Fürst Josef Wenzel von Liechtenstein die Anlage umbauen. Die Villa (heute der Mitteltrakt) wurde aufgestockt, der Ballsaal in ein Schlosstheater umgebaut und die Dekoration in Rokoko ausgeführt. Der nach Süden ausgerichtete Ehrenhof wurde angefügt, für dessen Bau die gotische Jakobskirche abgerissen wurde. Die heutige Kirche wurde überwiegend im 19. Jahrhundert errichtet.

### Barocker Garten
Fürst Karl Eusebius von Liechtenstein (1611–1684) beauftragte 1632 seinen Baumeister Giovanni Giacomo Tencalla, die Parkanlage mit Wasserkünsten auszugestalten. Dieser Park lag im Bereich südlich des Palmenhauses auf der Fläche, die heute als formaler Garten gestaltet ist. Ein zweiter Garten befand sich nördlich des Schlosses und erstreckte sich bis zur Thaya, deren Lauf sich allerdings damals sehr viel näher am Schloss entlang zog als heute. Das gegenüber liegende Ufer war als Waldkulisse mit einer Schneise, die einen Fernblick in die Landschaft ermöglichte, gestaltet.
Dieser nördliche Parkteil war vom Schloss her auch durch eine Grotte zu betreten. Deren Bau war 1686 beendet. Der nördliche Garten erstreckte sich über den Hang zur Thaya hinab, war reich gegliedert und formal angelegt. Dieser Gartenteil bestand weit ins 18. Jahrhundert hinein, ist 1720 durch einen Stich belegt, wurde aber vor 1789 beseitigt.
Der Hof-Steinmetzmeister Pietro Maino Maderno führte – laut Kontrakt – sechs Brunnen in Hrubschitzer Stein aus. Mit Maderno arbeitete der Bildhauer Peter Concorz, ab 1645 der als Steinmetzmeister bezeichnete Francesco Caratti.
Von Anfang an waren die vom Schloss und seinem Park ausgehenden Alleen ein bedeutendes Element für deren Bezug zur umgebenden Landschaft. Erste Versuche, sie mit Nadelbäumen zu bepflanzen, scheiterten. Diese wurden durch Linden, Rosskastanien, Eichen und Pappeln ersetzt.

### Das Schloss im Klassizismus
1766 bis 1772 fand ein Umbau des Schlosses im klassizistischen Stil statt.

### Der Park im Klassizismus
Vor 1789 wurde auch der barocke Park unmittelbar nördlich des Schlosses aufgegeben und durch eine klassizistische Gestaltung ersetzt: Die zahlreichen Terrassen wurden eingeebnet und ein durchgehender Hang hergestellt. Darauf wurden gerade Wege und die Längsachse betonende Beete zwischen Schloss und Fluss angelegt.
Isidore Canevale war nach 1781 für die Parkanlagen von Schloss Eisgrub und Schloss Feldsberg (heute: Valtice) zuständig. Sein Nachfolger wurde Joseph Hardtmuth. Letzterer setzte dann bereits auf die „modernen“ gartengestalterischen Ideen des englischen Landschaftsparks. In dieser Zeit entstand das Alte Badehaus (1794) und – als Mittelpunkt der damaligen Parkanlage – der Chinesische Pavillon (1795, abgerissen: 1882) und ein Sonnentempel als Mittelpunkt eines achtachsigen Jagdsterns. Der Chinesische Pavillon wurde mit Seidentapeten ausgestattet, die aus dem Petit Trianon des Schlosses Versailles stammten. Die Tapeten und andere Chinoiserien wurden später in den Belvedere im Park des Schlosses Feldsberg transloziert. 1799 folgte noch eine Anlegestelle für Boote, die ein Portal aus Walrippen erhielt. Zu Beginn des 19. Jahrhunderts folgten weitere Staffagebauten, wie das Minarett (fertiggestellt 1804) und die Hansenburg (fertiggestellt 1808).

### Der Park im 19. Jahrhundert
Einschneidend war die Umgestaltung der Parkanlage unter Fürst Johann I. Josef und dessen Wirtschaftsrat Bernhard Petri, die 1805 begonnen und 1811 abgeschlossen wurde und die englischen Vorbildern folgte. Das geschah schon sehr viel früher als die Umgestaltung des Schlossgebäudes im „Englischen Stil“. Petri hatte zuvor schon für Johann I. bei Schloss Loosdorf einen englischen Landschaftsgarten angelegt.
Der neue Park entstand, indem der Fluss Thaya umgeleitet und dort ein neuer Teich ausgehoben wurde. Mit dem Aushub wurden Inseln im Teich modelliert und das übrige Parkgelände um 60 bis 100 cm aufgeschüttet. Dies und das neue Flussbett der Thaya schützten den Park vor Überschwemmungen. Bis zu 700 Arbeiter waren bei dem Projekt eingesetzt, bewegten 500.000 Kubikmeter Erde und das alles kostete den Fürsten zwei Millionen Gulden. Der Schlossteich und benachbarte Wasserflächen dienen heute vielen Wasservögeln als Brut- und Rastplätze und stehen seit 1953 als nationales Naturreservat Lednické rybníky unter Naturschutz. Die Staffagebauten dieses neuen Parks richteten sich nach antiken Vorbildern. Es entstanden ein „römisches Aquädukt“ mit Grotte (1805), das „Neue Badhaus“ (1806) und der „Musentempel“ (1807/1808). Einzig die Sichtachse zwischen Schloss und Minarett blieb erhalten.
1845 wurde ein Palmenhaus im Garten errichtet, das beim späteren Schlossumbau eine Verbindung zum Hauptgebäude erhielt. Pflanzen für den Garten wurden durch Fürst Alois I. auch aus Amerika importiert. Unter dem Gartendirektor Wilhelm Lauche, der die Anlage von 1883 bis 1936 betreute, wurden einige der Staffagebauten beseitigt. Ihre optische Funktion als Blickfang wurde durch Pflanzungen mit auffallenden Gehölzen ersetzt.
Die Gartenanlage unmittelbar nördlich des Schlosses wurde zwischen 1880 und 1904 schrittweise dem englischen Landschaftspark angepasst. Ein weiterer Garten wurde in dieser Zeit westlich des Schlosses, jenseits der Stallungen geschaffen. Dazu kaufte der Fürst die entsprechenden Flächen auf und ließ die dort bis dahin stehenden Gebäude abreißen. Dieser Parkteil ist allerdings in der Zeit nach 1945 wieder verloren gegangen.

### Das Schloss im 19. Jahrhundert

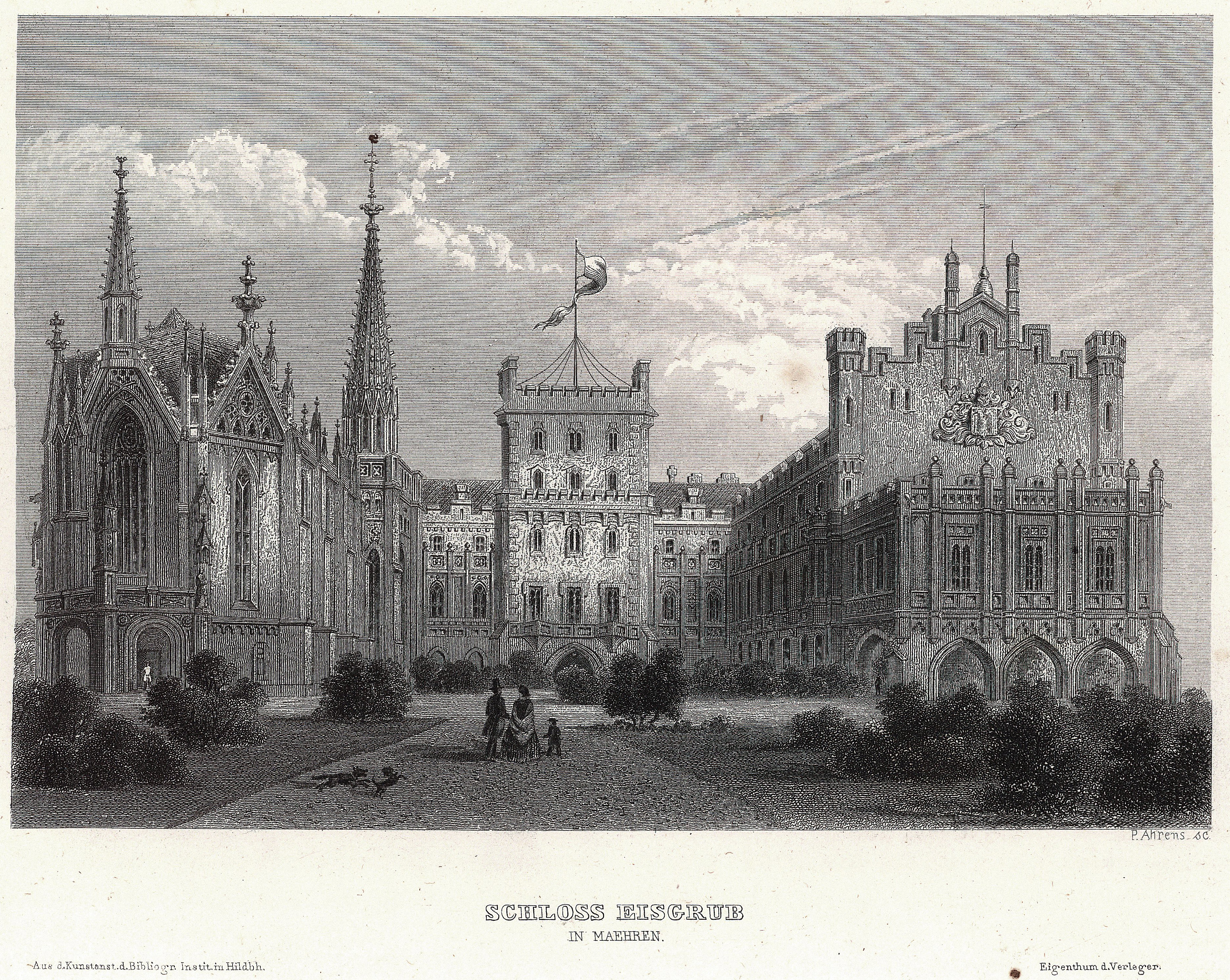
Das Schloss um 1860

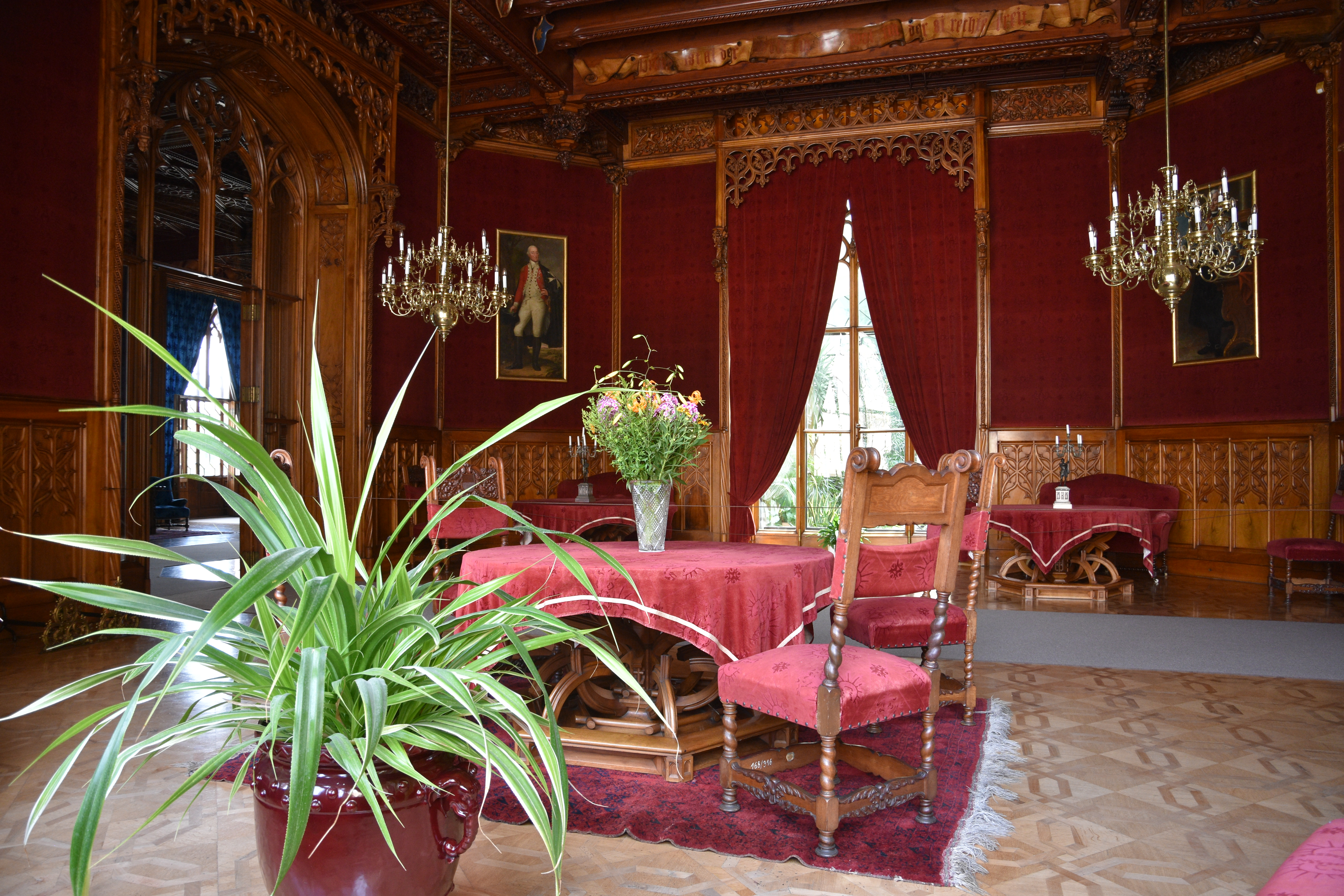
Innenausstattung

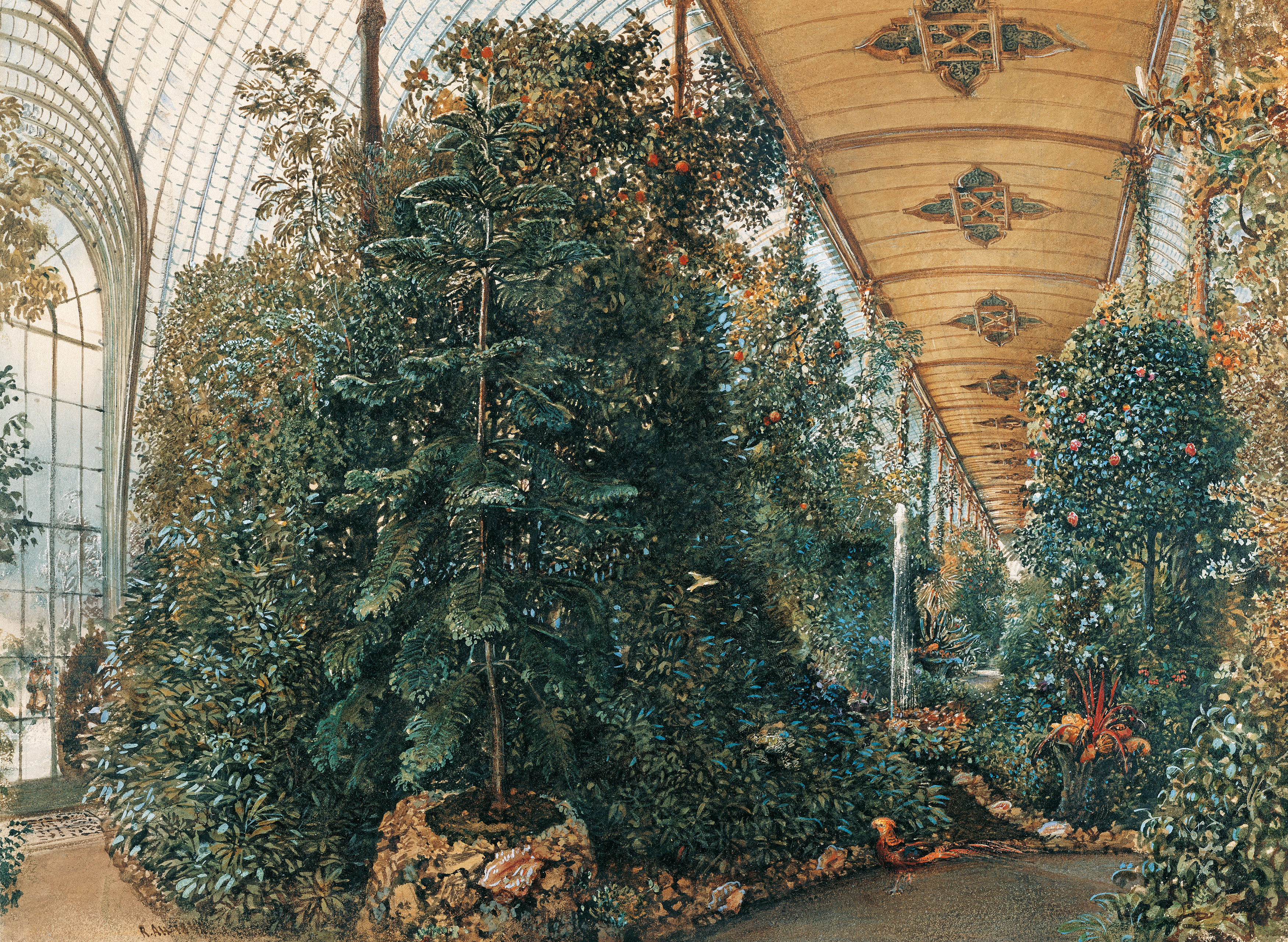
Ansicht des Palmenhauses, des Wintergartens des Schlosses 1842 (Aquarell von Rudolf von Alt)

Anfang des 19. Jahrhunderts kam es zu einem weiteren Umbau, der die fürstlichen Appartements betraf – nun im Stil des Klassizismus – und eine dreiachsige Durchfahrt durch das Gebäude brach, um einen Fernblick auf das Minarett zu ermöglichen. Ab 1805 war Joseph Hardtmuth mit den Arbeiten betraut. Weitere Architekten, die in den folgenden Jahren an dem Schlosskomplex arbeiteten, waren Joseph Kornhäusel und Franz Engel. Joseph Kornhäusel gestaltete das Schloss im Empirestil um und baute neue Repräsentationsräume an die Ostseite.
Ab 1836 nahm Fürst Alois II. die Stellung des Chefs des Hauses Liechtenstein ein. Er richtete sich – im Gegensatz zu seinen kulturell nach Frankreich orientierten Vorgängern – nach englischem Geschmack. Zunächst nach Plänen des Architekten Peter Hubert Desvignes, dann nach Plänen von Georg Wingelmüller von 1845, wurde das Schloss in den Jahren 1846 bis 1858 neugotisch (damals: „altenglischer Stil“) umgebaut. Dabei wurde die vorhandene Bausubstanz weitgehend wieder verwendet und in einigen Details auch Innenausstattung erhalten – so etwa der in Rokoko gestaltete Ahnensaal. Sowohl der Fürst als auch der Architekt hatten bei Aufenthalten in Großbritannien diese romantische Stilrichtung studiert. Im Herbst 1847 stand der Rohbau: Acht Flügel mit vier Höfen. Der Ausbau erfolgte nach dem Tod von Wingelmüller 1848 durch Johann Heidrich. Dabei wurde das Schloss baulich auch mit dem Palmenhaus verbunden und erhielt so den „größten Wintergarten der Welt“.
Der Ehrenhof vor der Hauptfassade wird rechts von einem Gebäudeflügel, links von der um den Barockkern neu errichteten Schlosskirche eingefasst. Die Repräsentationsräume liegen im Mitteltrakt und den beiden Ostflügeln und sind explizit auf den Park ausgerichtet. Gleiches gilt für die Appartements des Fürsten und der Fürstin im ersten Stock dieser Flügel. Darüber befand sich eine weitere Wohnetage für die Kinder des Paares, deren Gouvernanten und Gäste. Hervorzuheben ist auch die Bibliothek mit einer Wendeltreppe, die zum Ahnensaal führt. Wenn sich das Schloss, im historistischen Stil der Zeit gebaut, auch an gotische Vorbilder hält, verfügte es im Innenraum über damals hochmoderne technische Einrichtungen: Es erhielt eine Heißluftbeheizung und Badezimmer mit fließend warmem Wasser.

### Nach der Enteignung
In der Bodenreform der nach dem Ersten Weltkrieg neu gegründeten Tschechoslowakei verloren die Fürsten von Liechtenstein 60 % ihres Grundbesitzes. Damit kamen Investitionen in die Anlage zum Erliegen. Am Ende des Zweiten Weltkriegs lagerten hier Bestände der ehemaligen k.u.k. Marinebibliothek. Bei der entschädigungslosen Enteignung des Fürstenhauses 1945 übernahm zunächst die Tschechoslowakei, später Tschechien die Anlage. Alle politischen und gerichtlichen Bemühungen des Fürsten Hans Adam II. nach der Samtenen Revolution um eine Rückgabe des enteigneten Besitzes (neben den Schlössern Lednice und Valtice noch weitere 15 Schlösser, 1600 Quadratkilometer Land und diverse Industriebetriebe) scheiterten am Widerstand der tschechischen Regierung.
Der Schlosspark weist heute 614 unterschiedliche Gehölzarten auf. Nach dem Jahr 2000 sind in den Park Biber vorgedrungen, die jedes Jahr einige hundert Bäume fällen.

## Bedeutung

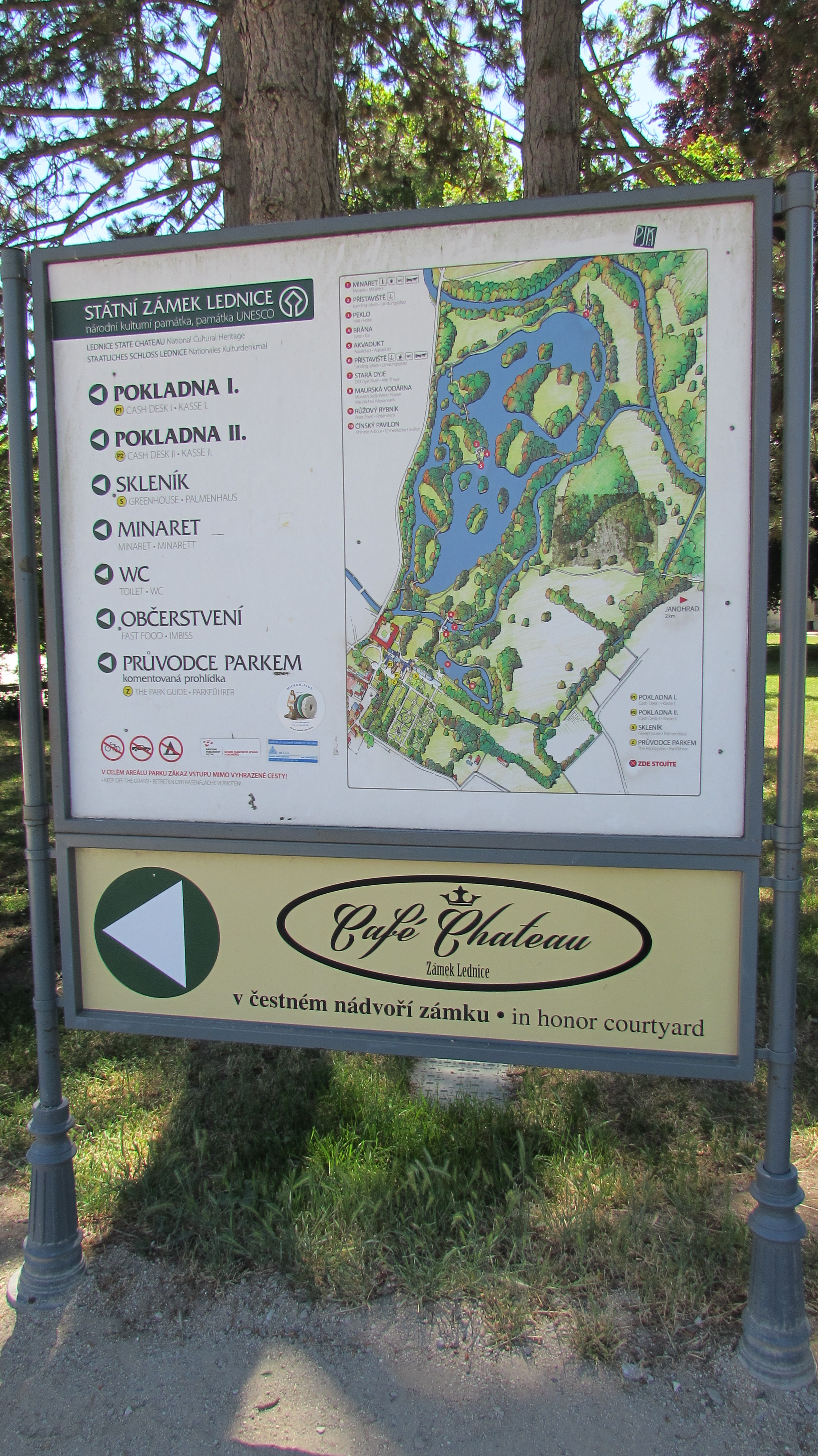
Übersichtsplan

Zusammen mit den Schlössern Hluboká nad Vltavou, Žleby, Sychrov, Hradec oder Bítov gehört das Schloss Lednice baugeschichtlich zur Endphase der Adelssitze in den böhmischen Kronländern, als um die Mitte des 19. Jahrhunderts die romantische Neugotik anspruchsvolle Kunstformen forderte.
Das Schloss gehört zu den meistbesuchten Baudenkmälern Tschechiens.